# Aspila melanoleuca
Aspila melanoleuca là một loài bướm đêm trong họ Noctuidae.